# René Le Bègue (fotograf)

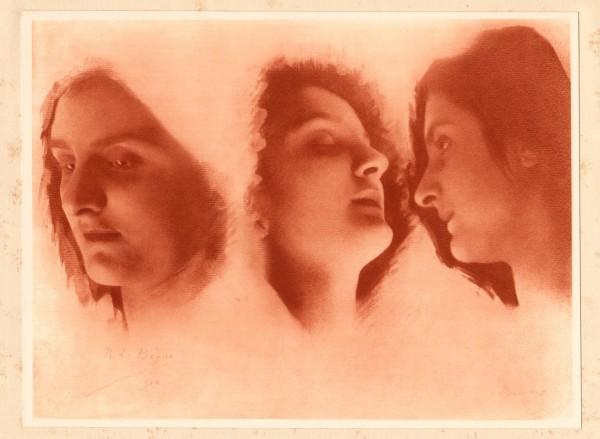
René Le Bègue: Studie hlav, asi 1900

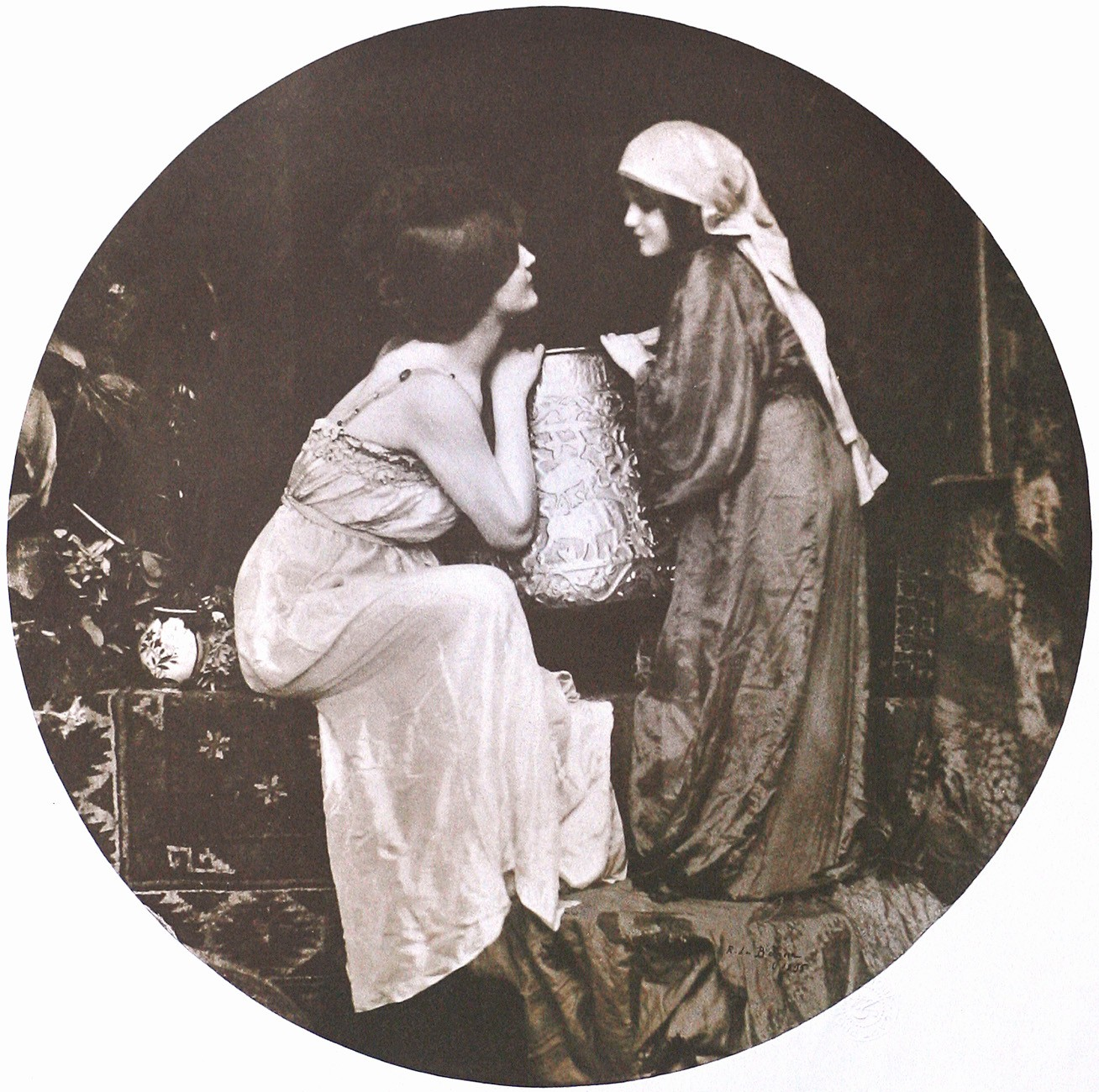
Sestry

René Le Bègue (1857 – 15. května 1914) byl francouzský piktorialistický fotograf.

## Život a dílo
Le Bègue v roce 1888 společně s Robertem Demachym založili fotografický klub Photo-Club de Paris, později se k nim přidal také Constant Puyo, další z předních francouzských piktorialistů své doby. Byl přijat jako první z francouzských fotografů v roce 1894 do asociace výtvarných fotografů Brotherhood of the Linked Ring.
Od roku 1894 se účastnil různých výstav ve Francii. V prvním čtvrtletí roku 1906 vystavoval v Galerii 291 Alfreda Stieglitze v New Yorku. Některé z jeho děl byly publikovány ve svém čase známých a populárních odborných časopisech, například v Camera Notes nebo Die Kunst in der Fotografie. Dva jeho snímky se objevily v říjnovém vydání Camera Work roku 1906. Kromě nich byly jeho snímky publikovány v několika dalších francouzských časopisech.
Společně se svým strýcem, také fotografem, Paulem Bergonem a dále s Robertem Demachym a Constantem Puyo, členy Photo Clubu, ilustrovali knihu z roku 1892 Costume d’Atelier. Kromě toho spolupracoval se svým strýcem Bergonem na knize z roku 1898 s názvem Le Nu et le Drapé en Plein Air. Jeho fotografie byly použity také k ilustraci dalších knih.
Hodně fotografoval ženské postavy a akty.

## Spisy
- Paul Bergon, René Le Bègue: Art photographique. Le nu & le drapé en plein air. C. Mendel, Paříž 1898 (?)[5]

## Galerie

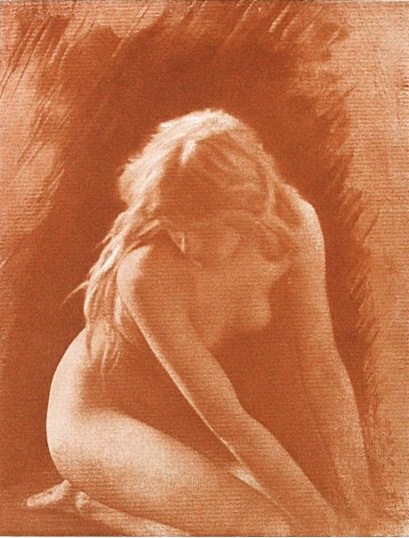
Magdeleine
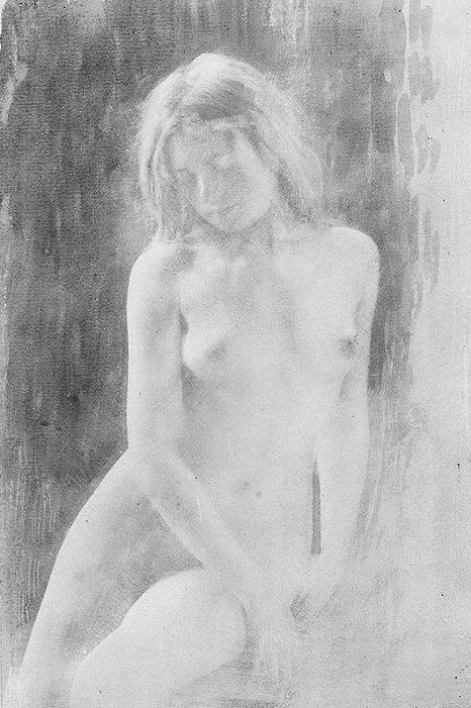
Studie aktu
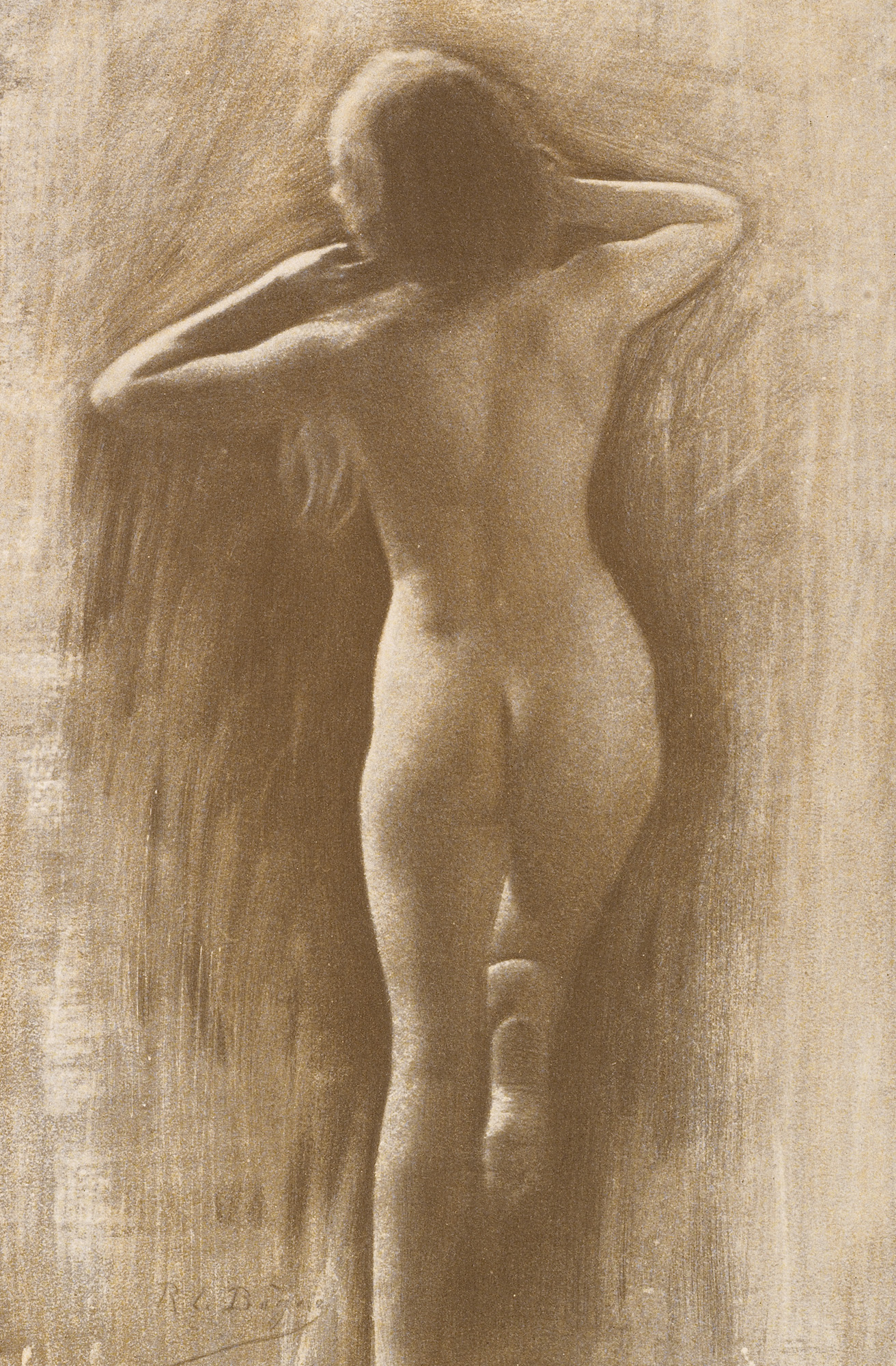
Studie, Camera Work, 1906
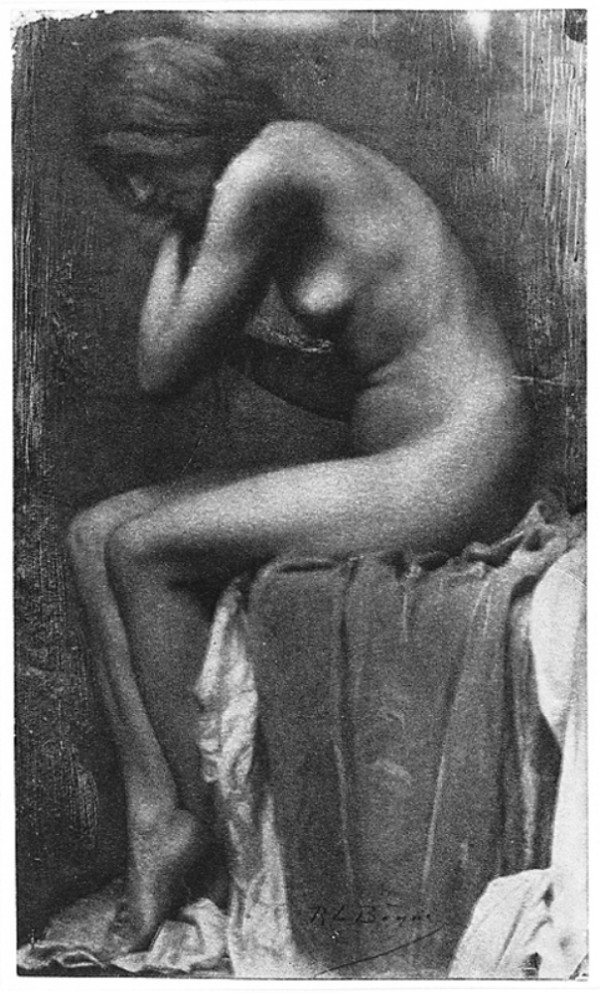
Académie, Camera Work, 1906